# Ifeo
Ifeo (in greco Ἰφεύς), personaggio dell'Iliade (XVI, vv. 416-418), fu un guerriero troiano. 
Ifeo fu ucciso da Patroclo nell'azione bellica descritta nel libro XVI dell'Iliade relativo alla battaglia delle navi.
()